# Alloporus levigatus
Alloporus levigatus är en mångfotingart som beskrevs av Carl Graf Attems 1928. Alloporus levigatus ingår i släktet Alloporus och familjen Spirostreptidae. Inga underarter finns listade i Catalogue of Life.